# 뉴욕 과학원
뉴욕 과학원(New York Academy of Sciences)은 미국 뉴 욕 주 뉴 욕 시티에 있는 국립 대학원이다. 1817년에 첫 개교되었다.